# 鏡浦自動車
鏡浦自動車株式会社（きょうほじどうしゃ）は、千葉県館山市・鴨川市など南房総地区で主に事業を展開するタクシー会社。

## 概要
安房合同自動車のタクシー事業部（現在の日東交通）を始め当時の館山警察署管轄地区内にあったタクシー会社を統合し、1938年（昭和13年）にタクシー専業会社として設立された。
設立の経緯から、館山日東バスなどの日東交通直系の子会社とは支配関係が異なっているが、同社の関連会社となっている。
設立当初はフォードやプリムス、ダッジといったアメリカ製の車両を所有し、地域住民の足として貢献した。2017年（平成29年）までは貸切バス事業も展開していたが、同年6月1日をもって日東交通に移管され同事業から撤退した。

## 沿革
- 1938年（昭和13年）3月：創業（館山本社にタクシー部を開設）。
- 1961年（昭和36年）：観光部（館山営業所、鴨川営業所）を設立。併せて貸切バス事業を開始。
- 1963年（昭和38年）：鴨川営業所にタクシー部を開設。
- 1972年（昭和47年）8月：旅行事業を開始。
- 1981年（昭和56年）6月：不動産事業を開始。
- 1996年（平成8年）7月：観光課館山営業所・車両整備課館山事務所を館山市正木に移転。
- 2002年（平成14年）4月：不動産事業を閉鎖。
- 2017年（平成29年）6月1日：貸切バス事業を日東交通に移管[2]。
- 2017年（平成29年）6月20日：引継業務を終了。貸切バス事業に関わる全ての業務を終了し、同事業から完全撤退した。

## 営業所

### タクシー課
- 本社営業所（館山）　千葉県館山市北条1882
- 鴨川営業所　千葉県鴨川市横渚787

### 車両整備課
- 館山事務所　千葉県館山市正木577
- 鴨川事務所　千葉県鴨川市広場986-3

## 車両

### タクシー
トヨタと日産の国内2メーカーを所有している。
また、社名表示灯（行灯）は、菜の花の黄色の塗色が採用されている。
トヨタ自動車
- コンフォート（白塗りのタクシー仕様と、黒塗りのハイヤー仕様の2種類が在籍。）

日産自動車
- クルー（白塗りのタクシー仕様のみ在籍。）

## 貸切バス事業（廃止）
1961年（昭和36年）貸切バス事業を開始し、最盛期は長距離ツアーを展開し、最大10台がフル稼働した。しかし、昨今の貸切バスの観光需要が落ち込みが続くなか、グループ内での競争はプラス要素に繋がらないと判断し、2017年（平成29年）6月1日から同事業が日東交通に移管され、半世紀もの歴史に幕が下された。

### 車両

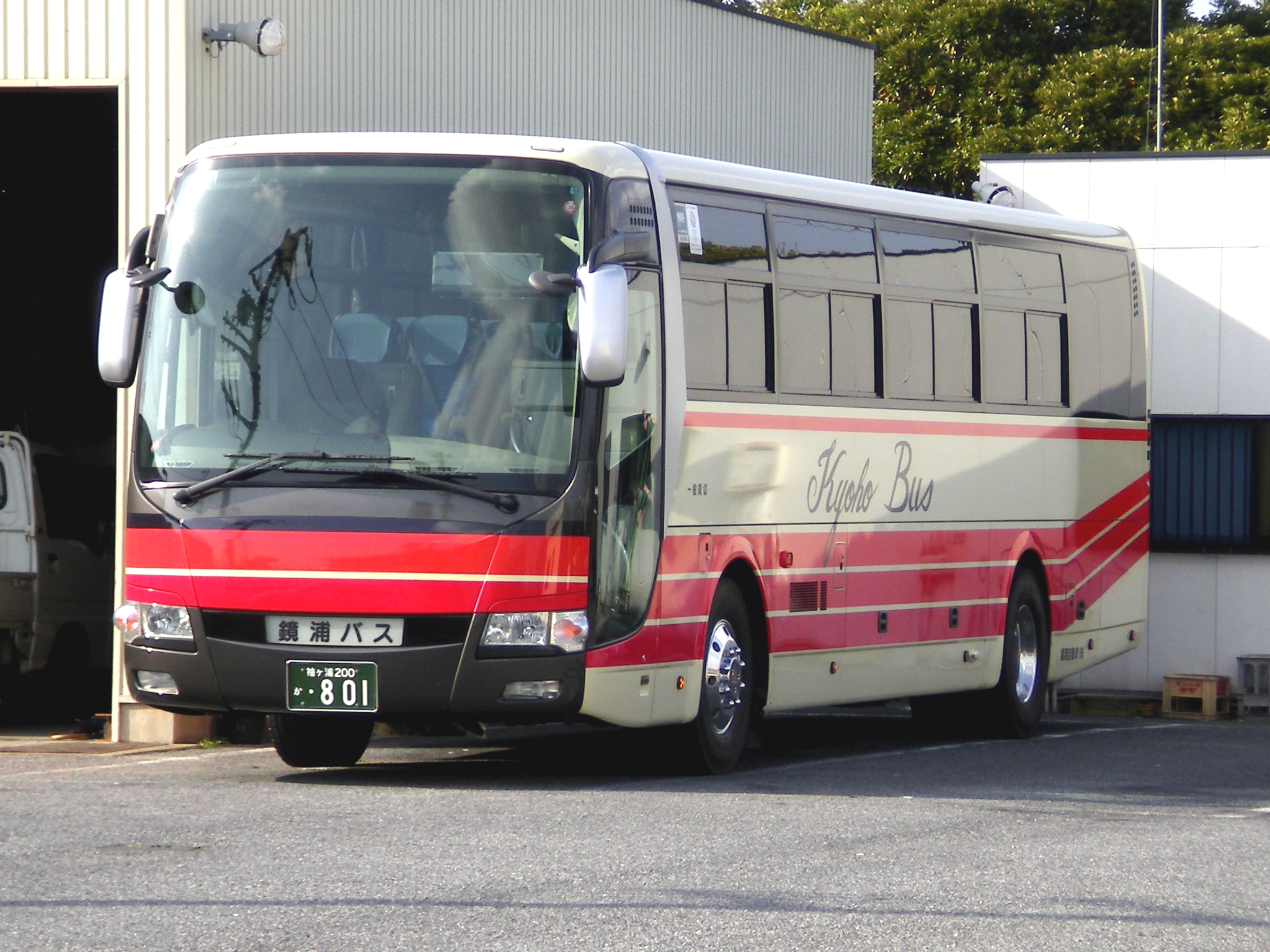
三菱ふそう・エアロエース

最終期は三菱ふそう製（全車ハイデッカー仕様）の車両を所有し、純正ボディ架装の車両（三菱ふそうバス製造製、右画像参照）と並び、富士重工業製ボディを架装した車両が在籍していた。
全盛期は他の事業者に先行して新型車両を導入し、特に軽合金製の高速仕様車（いすゞ・BU）の導入は話題を呼んだ。
三菱ふそうトラック・バス
- エアロバス、エアロエース